# La nascita dei desideri liquidi
La nascita dei desideri liquidi è uno dei dipinti più intricati e complessi di Salvador Dalí; realizzato nel 1932, è attualmente conservato nel museo Peggy Guggenheim di Venezia, poiché è stato acquistato dall'omonima proprietaria nel 1940.

## Descrizione

### Il paesaggio
Il dipinto presenta l'interpretazione personale del mito di Guglielmo Tell, soggetto ricorrente nelle opere di Dalì. La composizione è dominata da una grande roccia gialla il cui profilo curvilineo ricorda la forma di un violino o di un violoncello. L'uso dello strumento musicale è una metafora visiva del corpo umano, già introdotta in passato dal Cubismo. La roccia però può ricordare anche le rocce erose di Port Lligat sulla costa orientale della Spagna, l'architettura visionaria di Antoni Gaudì, un mostro preistorico e la tavolozza di un artista. Nel punto in cui la roccia si stringe e si biforca, si innalza una grande massa scura che culmina con il profilo dei cipressi. La loro sagoma scura accostata alla roccia dorata richiama le scogliere e i cipressi de L'isola dei morti.
In alto a destra c'è una fontana che sgorga da un cassettone della biancheria, la sorgente è circondata da un gruppo di cipressi che Dalì visitava durante l'infanzia. Sulla roccia vi è un'iscrizione enigmatica e quasi invisibile: “Consigne: gâcher l'ardoise totale” (“Ordine: consumare l'ardesia totale). È presente un altro elemento ricorrente nei dipinti dell'autore, due uova fritte che colano da una fessura della roccia gialla.

### I soggetti
La coppia al centro forse rappresenta Guglielmo Tell e Gradiva. Ad un primo sguardo potrebbero sembrare stretti in un abbraccio, in realtà, la mano alzata dell'uomo anziano esprime paura, come se cercasse di allontanare Gradiva che ha assunto le sembianze di uno spettro con la testa composta da rose. Questa scena potrebbe essere interpretata in vari modi, ma qui sembra simboleggiare la decadenza, piuttosto che la passione. Lo spettro in piedi al centro della composizione e vestito di bianco, ricorda la figura avvolta nel sudario sulla barca funebre de L'isola dei morti, perciò sembra evocare la morte e non l'amore. Ai lati della coppia centrale si trovano delle figure, una maschile e una femminile, che compiono misteriosi gesti rituali con i volti celati. La figura maschile volta le spalle allo spettatore e penetra in una grotta buia nella roccia gialla e ricorda il mito di Sisifo, che come punizione nell'Ade doveva spingere un masso pesante fino alla cime di una collina, ed il tormento stava nel fatto che la meta non veniva mai raggiunta. La figura femminile, attraverso un'apertura della roccia, versa un liquido da una brocca a un catino nel quale è immerso il piede nodoso del protagonista maschile. Tale elemento rimanda al rito religioso del lavacro o dell'unzione, ma la donna sembra ripugnata poiché volge la testa altrove per non vedere. Con questa rappresentazione forse Dalì vuole alludere a Cristo che lavò i piedi ai discepoli prima dell'ultima cena, atto di umiltà che l'artista invoca e respinge al contempo. La figura paterna rappresentata dal vecchio, ha un seno femminile. Ciò si riferisce allo studio di Freud sul pittore seicentesco Christoph Haitzmann, il quale immaginò di stipulare un patto con il diavolo rappresentandolo con un seno da donna.

### Tratti autobiografici
La leggenda del satiro suonatore di flauto che sfidò il dio Apollo in una gara musicale, è inserita nella scena per simboleggiare i metodi tirannici usati da colui che detiene l'autorità (padre) per sopprimere la ribellione, la resistenza o la sfida (figlio). Questo ha un valore autobiografico poiché Dalì si sposa contro la volontà paterna e prova un forte senso di rifiuto a causa dell'atteggiamento del padre nei suoi confronti. In questa tela gli elementi narrativi sono ambigui, poiché ognuno di essi ha molteplici significati. La complessità dell'immagine, infatti, è data dall'interconnessione tra i simboli dell'oppressione paterna e quelli del desiderio, che sono presenti in egual misura.
In alto a destra c'è una fontana che sgorga da un cassettone della biancheria, la sorgente è circondata da un gruppo di cipressi che Dalì visitava durante l'infanzia. Sulla roccia vi è un'iscrizione enigmatica e quasi invisibile: "Consigne: gâcher l'ardoise totale" ("Ordine: consumare l'ardesia totale"). Nell'opera è inoltre presente un altro elemento ricorrente nei dipinti dell'autore, due uova fritte che colano da una fessura della roccia gialla. Dalì dipingeva seguendo un metodo da lui stesso definito «paranoico-critico», un «metodo spontaneo della conoscenza irrazionale» in grado di creare «associazioni deliranti».